# Мухаммад (сура)
Мухаммад (араб. محمد — Мухаммед) — сорок седьмая сура Корана. Сура мединская.  Состоит из 38 аятов.

## Содержание

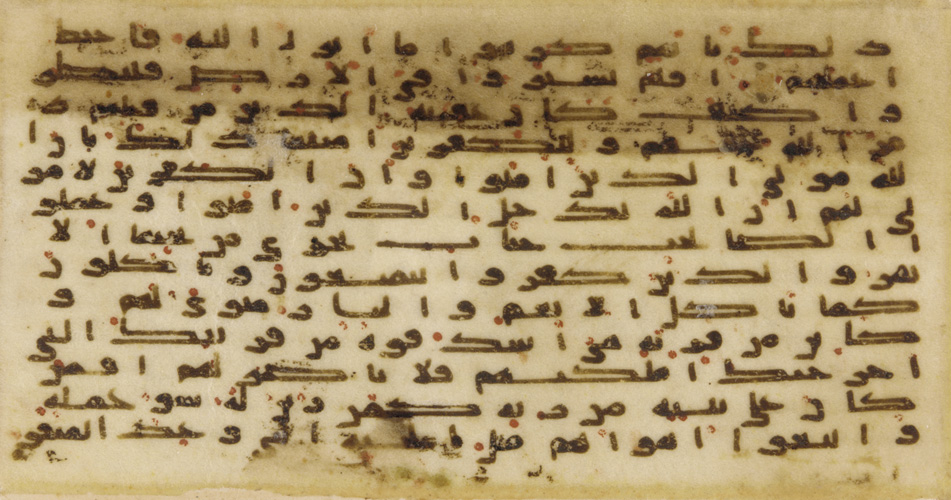
Фрагмент суры, 9-15 аяты. 9 век

Эта сура ниспослана в Медине. Она состоит из 38 аятов. В начале суры указано, что Аллах сделал деяния неверных тщетными за то, что они следовали лжи, а верующим отпустил грехи за то, что они следовали истине. В ней указывается на необходимость обязательной защиты истины, за что воздаянием в будущей жизни будет вход в рай. Сура также побуждает верующих поддерживать религию Аллаха и бороться на Его пути. Сура предупреждает о том, чтобы среди мусульман не было лицемеров и чтобы они не слушали тех лицемеров, которые стремятся подорвать их силы.

Сура запрещает мусульманам проявлять слабость в сражении против неверных, ибо мусульмане имеют превосходство над ними и одержат верх. Аллах на их стороне и не уменьшит им награду за их деяния. В конце сура призывает расходовать средства на пути Аллаха и указывает на то, что тот, кто скупится, скупится во вред себе.

 Он сделал тщетными деяния тех, которые не уверовали и сбивали других с пути Аллаха. ۝ Он простил грехи и исправил положение тех, которые уверовали, совершали праведные деяния и уверовали в истину, ниспосланную Мухаммаду от их Господа. ۝ Это - за то, что неверующие последовали за ложью, а верующие последовали за истиной от их Господа. Так Аллах приводит людям их притчи. ۝ Когда вы встречаетесь с неверующими на поле боя, то рубите головы. Когда же вы ослабите их, то крепите оковы. А потом или милуйте, или же берите выкуп до тех пор, пока война не сложит своё бремя. Вот так! Если бы Аллах пожелал, то отомстил бы им сам, но Он пожелал испытать одних из вас посредством других. Он никогда не сделает тщетными деяния тех, кто был убит на пути Аллаха. ۝ Он поведёт их прямым путём, исправит их положение ۝ и введёт их в Рай, с которым Он их ознакомил (или который Он умастил для них благовониями). 
—  47:1—6 (Кулиев)